# Attacus mcmulleni
Attacus mcmulleni är en fjärilsart som beskrevs av Watson 1914. Attacus mcmulleni ingår i släktet Attacus och familjen påfågelsspinnare. Inga underarter finns listade i Catalogue of Life.